# 1. HNL 2021./22.
Prva hrvatska nogometna liga 2021./22. (službeno, iz sponzorskih razloga: Hrvatski Telekom Prva liga) je 31. sezona 1. HNL koja je započela 16. srpnja 2021., a završila 21. svibnja 2022. Deset momčadi odigralo je 36 utakmica četverokružnim sustavom uz stanku na prijelazu godina koja sezonu dijeli na proljetni i jesenski dio. 
 
Branitelj naslova prvaka je bio zagrebački Dinamo.
Kolo prije kraja prvenstva, naslov prvaka osigurao je Dinamo iz Zagreba.

## Momčadi
| Klub                 | Grad          | Stadion                           | Kapacitet | Trener             | Kapetan               | Športski partner | Glavni sponzor       |
| -------------------- | ------------- | --------------------------------- | --------- | ------------------ | --------------------- | ---------------- | -------------------- |
| Dinamo Zagreb        | Zagreb        | Stadion Maksimir                  | 35.123    | Ante Čačić         | Arijan Ademi          | Adidas           | PSK                  |
| Gorica               | Velika Gorica | Gradski stadion                   | 8000      | Samir Toplak       | Matija Dvorneković    | Alpas            | –                    |
| Hajduk Split         | Split         | Gradski stadion Poljud            | 35.000    | Valdas Dambrauskas | Lovre Kalinić         | Macron           | Tommy                |
| Hrvatski dragovoljac | Zagreb        | Stadion Kranjčevićeva             | 5350      | Dragan Tadić       | Valentino Majstorović | Alpas            | –                    |
| Istra 1961           | Pula          | Stadion Aldo Drosina              | 10.000    | Gonzalo García     | Slavko Blagojević     | Kelme            | Croatia osiguranje   |
| Lokomotiva Zagreb    | Zagreb        | Stadion Kranjčevićeva             | 5350      | Silvijo Čabraja    | Josip Pivarić         | Adidas           | –                    |
| Osijek               | Osijek        | Stadion Gradski vrt               | 19.000    | Nenad Bjelica      | Mile Škorić           | 2Rule            | DOBRO, Stadler       |
| Rijeka               | Rijeka        | Stadion Rujevica                  | 8279      | Goran Tomić        | Hrvoje Smolčić        | Joma             | Sava Osiguranje      |
| Slaven Belupo        | Koprivnica    | Gradski stadion „Ivan Kušek Apaš” | 3205      | Zoran Zekić        | Goran Paracki         | Adidas           | Belupo (Podravka)    |
| Šibenik              | Šibenik       | Stadion Šubićevac                 | 3412      | Dean Računica      | Mario Ćurić           | Macron           | Nacionalni park Krka |

### Trenerske promjene
| Momčad               | Bivši trener       | Razlog odlaska        | Datum odlaska      | Novi trener        | Datum imenovanja   | Pozicija   |
| -------------------- | ------------------ | --------------------- | ------------------ | ------------------ | ------------------ | ---------- |
| Šibenik              | Sergi Escobar      | Potpisao za Castellón | 23. svibnja 2021.  | Mario Rosas        | 14. lipnja 2021.   | Predsezona |
| Gorica               | Siniša Oreščanin   | Otpušten              | 24. svibnja 2021.  | Krunoslav Rendulić | 30. svibnja 2021.  | Predsezona |
| Hajduk Split         | Paolo Tramezzani   | Sporazumni raskid     | 27. svibnja 2021.  | Jens Gustafsson    | 28. svibnja 2021.  | Predsezona |
| Lokomotiva Zagreb    | Samir Toplak       | Istek ugovora         | 28. svibnja 2021.  | Silvijo Čabraja    | 8. lipnja 2021.    | Predsezona |
| Slaven Belupo        | Tomislav Stipić    | Otpušten              | 10. lipnja 2021.   | Dean Klafurić      | 11. lipnja 2021.   | Predsezona |
| Istra 1961           | Danijel Jumić      | Istek ugovora         | 11. lipnja 2021.   | Gonzalo García     | 11. lipnja 2021.   | Predsezona |
| Hrvatski dragovoljac | Miroslav Kuljanac  | Otpušten              | 22. kolovoza 2021. | Davor Mladina      | 22. kolovoza 2021. | 10.        |
| Slaven Belupo        | Dean Klafurić      | Otpušten              | 27. kolovoza 2021. | Zoran Zekić        | 31. kolovoza 2021. | 8.         |
| Hajduk Split         | Jens Gustafsson    | Otpušten              | 1. studenoga 2021. | Valdas Dambrauskas | 2. studenoga 2021. | 4.         |
| Dinamo Zagreb        | Damir Krznar       | Ostavka               | 1. prosinca 2021.  | Željko Kopić       | 2. prosinca 2021.  | 3.         |
| Šibenik              | Mario Rosas        | Otpušten              | 5. siječnja 2022.  | Ferdo Milin        | 5. siječnja 2022.  | 7.         |
| Hrvatski dragovoljac | Davor Mladina      | Otpušten              | 12. siječnja 2022. | Dragan Tadić       | 12. siječnja 2022. | 10.        |
| Šibenik              | Ferdo Milin        | Otpušten              | 12. veljače 2022.  | Marko Kartelo      | 13. veljače 2022.  | 7.         |
| Gorica               | Krunoslav Rendulić | Otpušten              | 3. ožujka 2022.    | Samir Toplak       | 3. ožujka 2022.    | 7.         |
| Šibenik              | Marko Kartelo      | Otpušten              | 4. ožujka 2022.    | Dean Računica      | 7. ožujka 2022.    | 8.         |
| Dinamo Zagreb        | Željko Kopić       | Otpušten              | 21. travnja 2022.  | Ante Čačić         | 21. travnja 2022.  | 1.         |

## Stadioni
| Dinamo Zagreb        | Gorica | Hajduk Split | Hrvatski dragovoljac  |
| -------------------- | --- | --- | --------------------- |
| Stadion Maksimir     | Gradski stadion Velika Gorica | Stadion Poljud | Stadion Kranjčevićeva |
| Kapacitet: 35.123    | Kapacitet: 5000 | Kapacitet: 34.198 | Kapacitet: 5350       |
|                      | | |                       |
| Istra 1961           | ZagrebGoricaHajduk SplitIstra 1961OsijekRijekaSlaven BelupoŠibenikZagrebački klubovi:Dinamo Zagreb · Hrvatski dragovoljac · Lokomotiva Zagrebclass=notpageimage\| 1. HNL 2020./21. | ZagrebGoricaHajduk SplitIstra 1961OsijekRijekaSlaven BelupoŠibenikZagrebački klubovi:Dinamo Zagreb · Hrvatski dragovoljac · Lokomotiva Zagrebclass=notpageimage\| 1. HNL 2020./21. | Lokomotiva Zagreb     |
| Stadion Aldo Drosina | ZagrebGoricaHajduk SplitIstra 1961OsijekRijekaSlaven BelupoŠibenikZagrebački klubovi:Dinamo Zagreb · Hrvatski dragovoljac · Lokomotiva Zagrebclass=notpageimage\| 1. HNL 2020./21. | ZagrebGoricaHajduk SplitIstra 1961OsijekRijekaSlaven BelupoŠibenikZagrebački klubovi:Dinamo Zagreb · Hrvatski dragovoljac · Lokomotiva Zagrebclass=notpageimage\| 1. HNL 2020./21. | Stadion Kranjčevićeva |
| Kapacitet: 9800      | ZagrebGoricaHajduk SplitIstra 1961OsijekRijekaSlaven BelupoŠibenikZagrebački klubovi:Dinamo Zagreb · Hrvatski dragovoljac · Lokomotiva Zagrebclass=notpageimage\| 1. HNL 2020./21. | ZagrebGoricaHajduk SplitIstra 1961OsijekRijekaSlaven BelupoŠibenikZagrebački klubovi:Dinamo Zagreb · Hrvatski dragovoljac · Lokomotiva Zagrebclass=notpageimage\| 1. HNL 2020./21. | Kapacitet: 5350       |
|                      | ZagrebGoricaHajduk SplitIstra 1961OsijekRijekaSlaven BelupoŠibenikZagrebački klubovi:Dinamo Zagreb · Hrvatski dragovoljac · Lokomotiva Zagrebclass=notpageimage\| 1. HNL 2020./21. | ZagrebGoricaHajduk SplitIstra 1961OsijekRijekaSlaven BelupoŠibenikZagrebački klubovi:Dinamo Zagreb · Hrvatski dragovoljac · Lokomotiva Zagrebclass=notpageimage\| 1. HNL 2020./21. |                       |
| Osijek               | Rijeka | Slaven Belupo | Šibenik               |
| Stadion Gradski vrt  | Stadion Rujevica | Stadion Ivan Kušek-Apaš | Stadion Šubićevac     |
| Kapacitet: 17.061    | Kapacitet: 8279 | Kapacitet: 3205 | Kapacitet: 3412       |
|                      | | |                       |

## Ljestvica
| Poz. | Momčad                   | U  | P  | N  | I  | G+ | G– | G+/– | Bod. | Nastavak natjecanja ili ispadanje |
| ---- | ------------------------ | -- | -- | -- | -- | -- | -- | ---- | ---- | --------------------------------- |
| 1.   | Dinamo Zagreb (P)        | 36 | 24 | 7  | 5  | 68 | 22 | +46  | 79   | UEFA Liga prvaka                  |
| 2.   | Hajduk Split             | 36 | 21 | 9  | 6  | 64 | 31 | +33  | 72   | UEFA Europska konferencijska liga |
| 3.   | Osijek                   | 36 | 19 | 12 | 5  | 49 | 29 | +20  | 69   | UEFA Europska konferencijska liga |
| 4.   | Rijeka                   | 36 | 20 | 5  | 11 | 71 | 51 | +20  | 65   | UEFA Europska konferencijska liga |
| 5.   | Lokomotiva Zagreb        | 36 | 12 | 13 | 11 | 55 | 50 | +5   | 49   |                                   |
| 6.   | Gorica                   | 36 | 12 | 9  | 15 | 43 | 50 | −7   | 45   |                                   |
| 7.   | Slaven Belupo            | 36 | 9  | 9  | 18 | 35 | 54 | −19  | 36   |                                   |
| 8.   | Šibenik                  | 36 | 9  | 5  | 22 | 46 | 75 | −29  | 32   |                                   |
| 9.   | Istra 1961               | 36 | 7  | 10 | 19 | 42 | 67 | −25  | 31   |                                   |
| 10.  | Hrvatski dragovoljac (R) | 36 | 4  | 7  | 25 | 31 | 75 | −44  | 19   | 1. NL                             |

## Rezultatska križaljka
stanje: 36. kolo, ažurirano 21. svibnja 2022.
| Prvi ciklus (1. – 18. kolo) | Prvi ciklus (1. – 18. kolo) | Prvi ciklus (1. – 18. kolo) | Prvi ciklus (1. – 18. kolo) | Prvi ciklus (1. – 18. kolo) | Prvi ciklus (1. – 18. kolo) | Prvi ciklus (1. – 18. kolo) | Prvi ciklus (1. – 18. kolo) | Prvi ciklus (1. – 18. kolo) | Prvi ciklus (1. – 18. kolo) | Prvi ciklus (1. – 18. kolo) |                      | Drugi ciklus (19. – 36. kolo) | Drugi ciklus (19. – 36. kolo) | Drugi ciklus (19. – 36. kolo) | Drugi ciklus (19. – 36. kolo) | Drugi ciklus (19. – 36. kolo) | Drugi ciklus (19. – 36. kolo) | Drugi ciklus (19. – 36. kolo) | Drugi ciklus (19. – 36. kolo) | Drugi ciklus (19. – 36. kolo) | Drugi ciklus (19. – 36. kolo) | Drugi ciklus (19. – 36. kolo) |
| Domaća / Gostujuća          | DIN                         | GOR                         | HAJ                         | HRD                         | IST                         | LOK                         | OSI                         | RIJ                         | SLA                         | ŠIB                         | Domaća / Gostujuća   | DIN                           | GOR                           | HAJ                           | HRD                           | IST                           | LOK                           | OSI                           | RIJ                           | SLA                           | ŠIB                           |                               |
| --------------------------- | --------------------------- | --------------------------- | --------------------------- | --------------------------- | --------------------------- | --------------------------- | --------------------------- | --------------------------- | --------------------------- | --------------------------- | -------------------- | ----------------------------- | ----------------------------- | ----------------------------- | ----------------------------- | ----------------------------- | ----------------------------- | ----------------------------- | ----------------------------- | ----------------------------- | ----------------------------- | ----------------------------- |
| Dinamo Zagreb               | —                           | 1:0                         | 0:2                         | 8:0                         | 1:1                         | 1:0                         | 1:1                         | 3:3                         | 0:2                         | 2:0                         | Dinamo Zagreb        | —                             | 2:1                           | 3:1                           | 2:0                           | 3:0                           | 0:0                           | 3:0                           | 2:0                           | 3:0                           | 3:0                           |                               |
| Gorica                      | 0:2                         | —                           | 1:3                         | 1:1                         | 1:1                         | 2:2                         | 1:1                         | 3:4                         | 1:0                         | 3:1                         | Gorica               | 0:1                           | —                             | 0:4                           | 4:0                           | 1:1                           | 3:3                           | 1:1                           | 1:0                           | 0:3                           | 2:3                           |                               |
| Hajduk Split                |                             | 0:0                         | —                           | 2:0                         | 4:0                         | 1:0                         | 1:2                         | 1:2                         | 2:0                         | 1:0                         | Hajduk Split         | 0:0                           | 1:0                           | —                             | 2:1                           | 3:1                           | 4:0                           | 0:0                           | 1:3                           | 3:1                           | 2:1                           |                               |
| Hrvatski dragovoljac        | 0:4                         | 0:1                         | 0:1                         | —                           | 0:1                         | 2:2                         | 1:2                         | 2:2                         | 1:2                         | 1:1                         | Hrvatski dragovoljac | 0:2                           | 0:2                           | 0:3                           | —                             | 0:0                           | 1:1                           | 1:3                           | 2:1                           | 1:1                           | 3:1                           |                               |
| Istra 1961                  | 0:2                         | 1:2                         | 1:3                         | 3:1                         | —                           | 2:1                         | 2:0                         | 3:6                         | 1:2                         | 3:4                         | Istra 1961           | 1:2                           | 2:1                           | 1:1                           | 3:0                           | —                             | 2:2                           | 2:3                           | 0:2                           | 3:1                           | 1:2                           |                               |
| Lokomotiva Zagreb           | 1:0                         | 0:1                         | 2:2                         | 3:2                         | 4:0                         | —                           | 1:1                         | 0:2                         | 3:0                         | 1:1                         | Lokomotiva Zagreb    | 1:1                           | 2:0                           | 3:3                           | 2:1                           | 1:1                           | —                             | 0:0                           | 2:1                           | 3:1                           | 2:1                           |                               |
| Osijek                      | 0:2                         | 3:2                         | 1:1                         | 1:0                         | 3:0                         | 3:1                         | —                           | 1:0                         | 0:0                         | 3:0                         | Osijek               | 1:0                           | 0:0                           | 0:0                           | 2:1                           | 2:2                           | 1:0                           | —                             | 1:0                           | 1:2                           | 3:1                           |                               |
| Rijeka                      | 3:3                         | 2:0                         | 2:3                         | 4:1                         | 2:0                         | 1:2                         | 0:0                         | —                           | 2:1                         | 2:1                         | Rijeka               | 1:2                           | 1:2                           | 0:3                           | 1:0                           | 1:0                           | 3:2                           | 3:1                           | —                             | 3:0                           | 4:2                           |                               |
| Slaven Belupo               | 1:4                         | 1:2                         | 3:2                         | 0:1                         | 1:1                         | 1:2                         | 0:2                         | 1:2                         | —                           | 1:1                         | Slaven Belupo        | 0:1                           | 2:1                           | 0:0                           | 1:0                           | 0:0                           | 2:1                           | 0:1                           | 2:2                           | —                             | 1:1                           |                               |
| Šibenik                     | 1:2                         | 1:2                         | 2:0                         | 6:2                         | 3:1                         | 2:1                         | 0:2                         | 0:1                         | 1:1                         | —                           | Šibenik              | 0:2                           | 0:1                           | 1:3                           | 0:5                           | 2:1                           | 1:4                           | 0:3                           | 3:5                           | 2:1                           | —                             |                               |

 Izvor: 

## Statistike

### Golovi
Statistika strijelaca ažurirana je 21. svibnja 2022. (36. kolo).
Najbolji strijelci
Strijelci deset i više pogodaka
| Mjesto | Igrač            | Momčad            | Golovi |
| ------ | ---------------- | ----------------- | ------ |
| 1.     | Marko Livaja     | Hajduk Split      | 28     |
| 2.     | Josip Drmić      | Rijeka            | 21     |
| 3.     | Dion Drena Beljo | Istra 1961        | 15     |
| 4.     | Mislav Oršić     | Dinamo Zagreb     | 14     |
| 5.     | Marko Dabro      | Lokomotiva Zagreb | 13     |
| 6.     | Robert Murić     | Rijeka            | 11     |
| 7.     | Sandro Kulenović | Lokomotiva Zagreb | 10     |
| 7.     | Marin Jakoliš    | Šibenik           | 10     |
| 7.     | Ivan Krstanović  | Slaven Belupo     | 10     |
| 7.     | Haris Vučkić     | Rijeka            | 10     |

Izvor:
 

### Asistencije
Statistika asistenata ažurirana je 8. svibnja 2022. (34. kolo).
Najbolji asistenti
Asistenti šest i više pogodaka
| Mjesto | Igrač            | Momčad               | Golovi |
| ------ | ---------------- | -------------------- | ------ |
| 1.     | Petar Bočkaj     | Dinamo Zagreb Osijek | 9      |
| 1.     | Robert Murić     | Rijeka               | 9      |
| 3.     | Ivan Delić       | Šibenik              | 8      |
| 3.     | Kristijan Lovrić | Osijek Gorica        | 8      |
| 5.     | Marko Livaja     | Hajduk Split         | 7      |
| 5.     | Ivan Milićević   | Lokomotiva Zagreb    | 7      |
| 5.     | Antonio Marin    | Šibenik              | 7      |
| 5.     | Branimir Cipetić | Lokomotiva Zagreb    | 7      |
| 9.     | Stefan Ristovski | Dinamo Zagreb        | 6      |
| 9.     | Enis Çokaj       | Lokomotiva Zagreb    | 6      |
| 9.     | Prince Ampem     | Rijeka               | 6      |

Izvor:

## Momčad sezone
Slijedi momčad sezone po izboru Hrvatske udruge „Nogometni sindikat”:
| Golman                            | Obrana | Veza                                                                                  | Napad                                                                         |
| --------------------------------- | --- | ------------------------------------------------------------------------------------- | ----------------------------------------------------------------------------- |
| Dominik Livaković (Dinamo Zagreb) | Petar Bočkaj (Osijek/Dinamo Zagreb) Josip Šutalo (Dinamo Zagreb) Josip Elez (Hajduk Split) Stefan Ristovski (Dinamo Zagreb) | Domagoj Pavičić (Rijeka) Filip Krovinović (Hajduk Split) Arijan Ademi (Dinamo Zagreb) | Mislav Oršić (Dinamo Zagreb) Marko Livaja (Hajduk Split) Josip Drmić (Rijeka) |

| Najbolji igrač lige         | Najbolji mladi igrač lige           | Najbolji trener lige |
| --------------------------- | ----------------------------------- | -------------------- |
| Marko Livaja (Hajduk Split) | Lukas Kačavenda (Lokomotiva Zagreb) | Goran Tomić (Rijeka) |

Izvor:

## Vanjske poveznice
- prvahnl.hr  Arhivirana inačica izvorne stranice od 11. srpnja 2015. (Wayback Machine)
- hrnogomet.com – Statistike hrvatskog nogometa
- hntv.hr – Statistika Hrvatski Telekom Prva Liga  Arhivirana inačica izvorne stranice od 23. kolovoza 2021. (Wayback Machine)
- hns-cff.hr, stranica lige
- uefa.com, stranica lige